# Hartlepool United F.C.
Hartlepool United Football Club – angielski klub piłkarski z siedzibą w Hartlepool, grający obecnie w National League. Założony został w 1908 roku.

## Obecny skład
Stan na 31 stycznia 2023
| Nr | Poz. | Piłkarz                                      |
| -- | ---- | -------------------------------------------- |
| 1  | BR   | Ben Killip                                   |
| 2  | OB   | Jamie Sterry                                 |
| 3  | OB   | David Ferguson                               |
| 4  | PO   | Mouhamed Niang                               |
| 5  | OB   | Euan Murray                                  |
| 7  | PO   | Jake Hastie                                  |
| 8  | PO   | Nicky Featherstone (kapitan)                 |
| 9  | NA   | Josh Umerah                                  |
| 10 | PO   | Callum Cooke                                 |
| 11 | PO   | Wes McDonald                                 |
| 12 | NA   | Joe Grey                                     |
| 15 | OB   | Edon Pruti                                   |
| 16 | PO   | Matthew Dolan (Wypożyczony z Newport County) |
| 18 | NA   | Mikael Ndjoli                                |
| 19 | NA   | Jack Hamilton (Wypożyczony z Livingston)     |
| 20 | PO   | Mohamed Sylla                                |
| 21 | BR   | Kyle Letheren                                |

| Nr | Poz. | Piłkarz                                         |
| -- | ---- | ----------------------------------------------- |
| 22 | PO   | Tom Crawford                                    |
| 23 | OB   | Rollin Menayese (Wypożyczony z Walsall)         |
| 24 | OB   | Alex Lacey                                      |
| 29 | OB   | Louis Stephenson                                |
| 30 | PO   | Campbell Darcy                                  |
| 31 | NA   | Joseph Kitching                                 |
| 32 | PO   | Max Storey                                      |
| 35 | OB   | Taylor Foran (Wypożyczony z Arsenalu)           |
| 36 | NA   | Connor Jennings                                 |
| 37 | OB   | Daniel Dodds                                    |
| 38 | PO   | Oliver Finney                                   |
| 39 | OB   | Peter Hartley                                   |
| 40 | PO   | Dan Kemp (Wypożyczony z MK Dons)                |
| 41 | BR   | Jakub Stolarczyk (Wypożyczony z Leicester City) |
| 42 | PO   | Tayt Trusty (Wypożyczony z Blackpool)           |
| 44 | PO   | Brendan Kiernan                                 |